# 室照美
室 照美（むろ てるみ、1985年12月4日 - ）は、ジョイスタッフ所属のフリーアナウンサー。北陸放送と文化放送の元アナウンサー。

## 人物
フジテレビアナウンサーであった内田恭子に高校生の時から憧れてアナウンサーを志望し、ラジオを好む両親の影響で自分のラジオを聴いていると安心するためにラジオがある局を志望した。
東京都立九段高等学校を経て獨協大学法学部へ進学する。大学在学中はミス獨協を務めるほかにテニスサークルの大会で準優勝し、イベント司会などでアルバイトに就き、アナウンサースクールに通う。
大学卒業後の2008年4月に、酒井千佳、福島彩乃らと同期で北陸放送へ入社するも、2013年3月に退社して4月に文化放送へ契約アナウンサーとして入社する。友人らに「テルミン」、文化放送で「ムロリン」と愛称される。
2016年3月に契約満了のため文化放送を退社したが、その後も一部番組の出演を継続。5月1日に一般人男性と結婚したことを5月9日に『吉田照美 飛べ!サルバドール』で報告した。同番組で共演した吉田照美とは名前が同じ「照美」であり、番組内では互いに名字で呼びあっていた。
文化放送では2016年10月から『日野ミッドナイトグラフィティ 走れ!歌謡曲』で水曜未明（火曜深夜）分のパーソナリティを務めていたが、第一子を懐妊していることを2018年8月1日の放送中に発表。深夜の生放送番組であった『走れ!歌謡曲』を2018年9月末で卒業したうえで、同年11月に長女、2022年8月に第二子（次女）を出産した。2023年には、保育士の資格を通信教育で取得している。

## 出演番組
- FMヨコハマ「ニュースアナウンサー」（土曜日）（2023年10月〜）[7]

### 過去の担当番組

#### 北陸放送
テレビ
- がっぱです。（がっぱリポーター）
- ごちそうフライデー
- 得盛!
- FBI Angels
- 情報ロック レオスタ（火曜日サブキャスター）
- MROニュース

ラジオ
- 石川名物!GOGOは本多町3丁目（水曜日担当パーソナリティ、2010年2月3日 - 2010年3月24日）
- 好キっと土曜日!（パーソナリティ、2009年1月10日 - 2010年3月27日）
- あやの・てるみのキライキライけどスキッ!（2010年4月3日 - 2011年4月2日）
- 好キっとモーニング（2008年12月27日まで）
- いち・にの・SUNDAY（2009年10月4日まで）
- テルミンのTell memo（2009年7月27日 - 2012年9月30日）
- げつきんワイド!おいね★どいね（2011年4月15日 - 2013年3月27日 ）
- MROニュース

#### 文化放送
- ドクター前川のあしたの健康日記 - アシスタント（2013年7月6日 - 12月28日）
- ランチタイム ニュース（火 12:01 - 12:08、くにまるジャパン内、2013年10月1日 - 2016年3月29日）
- 週刊ニュース ルーム（2014年4月6日 - 2015年3月29日）
- みのもんたの ニッポンdiscover again - ナレーション（日 16:00 - 16:30、2014年4月6日 - 2016年3月27日）
- ミュージック デザート（NRN地方局向け裏送り、北日本放送のみネット）
- 吉田照美 飛べ!サルバドール（2013年4月1日 - 2017年3月31日）アシスタント
- 日野ミッドナイトグラフィティ 走れ!歌謡曲 - 水曜日パーソナリティ（水 3:00 - 5:00、2016年9月28日 - 2018年9月26日）
  - 文化放送との契約期間満了後で、家族の事情から名古屋へ居住していた時期に担当。番組自体は2021年の3月にレギュラー放送を終えたものの、『ミッドナイトグラフィティ 走れ!歌謡曲』というタイトルで2024年の4月第3週に1週（5日）間限定で復活した際には、歴代パーソナリティの1人として4月17日（水曜未明）放送分の進行を任されていた。

#### CBCラジオ
- 丹野みどりのよりどり（2017年8月14日 - 2017年8月18日）丹野の新婚旅行に伴うピンチヒッター

#### TBSラジオ
- 安住紳一郎の日曜天国 - さばいて にち10担当(不定期) （日 10:00- 11:55、2017年4月23日 - 2018年8月19日）

#### 千葉テレビ放送
- ビジネスフラッシュ2nd Stage - アシスタント（チバテレ、土10:30 - 11:00、2017年4月1日 - 2018年4月）

## ディスコ グラフィ
- 酒場のかもめ（MROラジオ『げつきんワイド!おいね★どいね』のコーナー「てるみの演歌道」の企画で制作した、シングルCD。非売品）
- 金沢 愛のパラミシア（『吉田照美 飛べ! サルバドール』と『走れ!歌謡曲』のコラボレーション企画で制作した、シングルCD。能美市出身の小林奈々絵と金沢市で仕事をしていた室とのユニット「照美＆奈々絵」名義でリリース）
  - 2017年5月29日 - 照美＆奈々絵 第2弾シングル『夜明けのリクエスト』リリース。作詞 喜多條忠、作曲 庄野真代、振付監修 SAM(TRF)